# Watusi (Film)
Watusi ist ein in Technicolor gedrehter US-amerikanischer Abenteuerfilm aus dem Jahr 1959. Als literarische Vorlage diente der gleichnamige Roman von H. Rider Haggard. Es ist die Fortsetzung von König Salomons Diamanten.

## Handlung
Der Film beginnt 1919 im britischen Protektorat Tanganjika kurz nach dem Ende des Ersten Weltkriegs. Harry Quatermain ist der Sohn von Allan Quatermain, der sich erstmals auf die Suche nach der Quelle von Salomons Reich machte, und er ist auch  entschlossen, dort weiterzumachen, wo sein Vater versagt hatte. Er geht mit seinem guten Freund Rick Cobb nach Afrika, und während sie ihre Reise fortsetzen, schließt sich Erica Neuler ihnen an. Sie ist die Tochter eines Missionars, der von einem lokalen Stamm getötet wurde. Harry kann seinen Hass gegenüber Erica nicht verbergen. Sie ist Deutsche und Harrys Mutter und seine Schwester wurden im Ersten Weltkrieg von Deutschen auf See getötet, als ihr Schiff von einem U-Boot angegriffen wurde. Danach musste Harry ihre Körper identifizieren und hat seitdem antideutsche Gefühle.

## Produktion
Der Film war ursprünglich als Return to King Solomons Mines bekannt und war der erste Film, den Al Zimbalist für das Studio produzierte, seit er einen Vertrag mit ihnen unterschrieben hatte. Der Regisseur Kurt Neumann hatte gerade den Film Die Fliege abgedreht, der von James Clavell geschrieben wurde.
Der Film verwendet einige Aufnahmen aus einer früheren MGM-Adaption des Romans namens König Salomons Diamanten mit Deborah Kerr und Stewart Granger.
Während der Dreharbeiten starb Irma Neumann, die Frau des Regisseurs. Einige Wochen nach Abschluss der Dreharbeiten starb auch der Regisseur.
Laut MGM Records brachte der Film in den USA und Kanada 695.000 US-Dollar und anderswo 850.000 US-Dollar ein, was zu einem Gewinn von 79.000 US-Dollar führte.